# Ana e Vitória
Ana e Vitória é um longa-metragem de comédia musical brasileiro protagonizado por Ana Caetano e Vitória Falcão, integrantes do duo Anavitória. O filme foi lançado em 02 de agosto de 2018 no Brasil. Estreou na plataforma de streaming Netflix em 11 de outubro de 2018.

## Sinopse
Rio de Janeiro. Ana (Ana Caetano) e Vitória (Vitória Falcão) já haviam até mesmo estudado juntas, mas apenas se aproximam de fato em uma festa realizada muito longe de sua cidade natal, a pequena Araguaína, no Tocantins. Após se apresentar na festa, Ana fica impressionada com a informal cantoria de Vitória, em uma rodinha de violão. Logo surge a ideia de gravarem algo juntos, que rapidamente explode na internet e chama a atenção do produtor Felipe Simas (Bruce Gomlevsky). A fama repentina as traz de volta ao Rio de Janeiro, para um show transmitido pela internet e a produção de seu primeiro CD.

## Elenco
- Ana Caetano como Ana
- Vitória Falcão como Vitória
- Clarissa Müller como Cecília
- Bruce Gomlevsky como Felipe Simas
- Thati Lopes como Isadora
- Victor Lamoglia como Ricardo
- Gabz como Júlia

## Trilha sonora
Ana e Vitoria: Trilha Original do Filme é a trilha sonora do longa-metragem lançada em 07 de dezembro de 2018 pela Universal Music sob o selo Anavitória Artes.
| N.º            | Título             | Interpretada por                                                                                           | Duração |  |
| 1.             | "Canção de Hotel"  | Ana Caetano Vitória Falcão Nina Fernandes Jade Baraldo Bárbara Dias Gabriel Gonti Mike Tulio Guto Oliveira | 2:27    |  |
| 2.             | "Porque Eu Te Amo" | Caetano | 2:58    |  |
| 3.             | "Dói Sem Tanto"    | Caetano Müller                                                                                             | 3:51    |  |
| 4.             | "Cecília"          | Caetano Müller                                                                                             | 2:44    |  |
| 5.             | "Calendário"       | Falcão | 1:33    |  |
| 6.             | "Ai, Amor"         | Caetano Müller                                                                                             | 3:12    |  |
| 7.             | "Outrória"         | Caetano Falcão                                                                                             | 2:36    |  |
| Duração total: | Duração total:     | Duração total:                                                                                             | 18:01   |  |